# Jan Van der Roost
Jan Frans Joseph Van der Roost (Duffel, 1 maart 1956) is een Belgische componist en dirigent.

## Levensloop
Zijn algemene opleiding kreeg hij op het Sint-Gummaruscollege te Lier. Daarna ging hij naar het Lemmensinstituut in Leuven en studeerde de vakken trombone, muziekgeschiedenis (klassiek) en muziekopvoeding. Zijn leraren daar waren Lode Dieltiens, Frans Geysen, Jos Van Looy, François De Backer en Hugo Heughebaert. Verder studeerde hij aan het Koninklijk Muziek-Conservatorium van Gent en aan het Koninklijk Vlaams Conservatorium te Antwerpen. In Gent voltooide hij zijn studie met een eerste prijs fuga bij Julien Mestdagh en in Antwerpen behaalde hij eerste prijzen koorleiding bij Roger Leens en compositie bij Willem Kersters.
Hij is docent schriftuur aan het Leuvense Lemmensinstituut en dirigent van het harmonieorkest van deze instelling. Hij is tevens gastprofessor aan het Shobi Institute of Music in Tokio en aan de Nagoya University of Arts, Japan. Hij werd door hogere muziekinstituten uitgenodigd o.a. vanuit Italië, Finland, Nederland, Oostenrijk, Canada, de Verenigde Staten van Amerika, Brazilië, Duitsland, Schotland, Venezuela, Letland, Luxemburg en Japan. Verder is hij een veelgevraagd jurylid en gastdirigent in binnen- en buitenland.
Tot nu toe heeft hij meer dan 100 werken gepubliceerd die over de hele wereld worden gespeeld.

## Composities

### Werken voor harmonie- en fanfareorkest en brassband
- 1982 Rapsodie voor brassband
- 1984 Ceremonial-March voor harmonieorkest
- 1985 Rikudim vier Israëlische volksdansen[1][2]
  1. Andante moderato
  2. Allegretto con eleganza
  3. Andante con colcezza
  4. con moto e follemento
- 1985 Contrasten
- 1985 Signature[3]
- 1986 Four old Dances
  1. Bourrée
  2. Menuetto
  3. Pavane
  4. Gigue
- 1986 Concerto grosso
- 1987 Puszta[4]
  1. Andante Moderato
  2. Tranquilo
  3. Allegro Molto
  4. Marcato
- 1987 Brasiliana
- 1987 Excalibur voor brassband
- 1988 Christmas Time
- 1988 Spartacus symfonisch gedicht[5]
- 1989 Suite Provençale[6]
  1. Un age a fa la crido
  2. Adam e sa cumpagno
  3. Lou Fustié
  4. Lis Escoubo
- 1989 Flashing Winds
- 1990 A Highland Rhapsodie
- 1990 Mercury Contest-March
- 1990 Amazonia
  1. La Laguna del Shimbe
  2. Los Aguarunas
  3. Mekaron
  4. Kêêtuajê
  5. Paulino Faiakan
- 1990 Flashlight voor brassband
- 1990 Centennial Prelude
- 1991 Canterbury Choral
- 1991 St. Martins Suite
  1. Andante Pomposo
  2. Andante Moderato
  3. Allegro Molto Vivace
- 1991 Avalon, voor fanfareorkest
- 1991 Firework
- 1991 Chemical Suite
  1. Kalium Cyanide
  2. Glycerine
  3. Chloroform
  4. Ethanol (Alcohol)
- 1992 Revisions
- 1992 Stonehenge voor brassband
- 1992 Olympica voor harmonieorkest
- 1992 Hymnus Antverpiae
- 1993 Toccata Festiva
- 1993 Slavia
- 1993 Hommage
- 1994 Revision
- 1994 Manhattan Pictures
- 1994 Exodus Oratorium - voor spreker, 2 solisten, groot koor en brassband
- 1995 Arsenal[7]
- 1995 Limelight Fanfare voor brassband
- 1995 Condacum
- 1995 Humanos
- 1995 Rhapsody for Horn, Winds and Percussion
- 1996 Conzensus
- 1996 Spirit of Independence (verplicht werk 3e divisie ONFK)
- 1996 Poéme Montagnard
- 1996 Nemu Susato
- 1996 Sayonara
- 1997 Dynamica
- 1998 Singapore Suite[8]
- 1998 Arghulesques voor klarinettenkoor
  1. Commodo
  2. Andante
  3. Allegro
- 2003 Volcano
- 2004 Sinfonietta SUITO-SKETCHES
  1. The Landing
  2. Sword Dance
  3. Nightfall by the River
  4. Towards the Future
- 2005 Tre Sentimenti - Concerto voor basklarinet en harmonieorkest
  1. La Gioia (Joy)
  2. La Tristezza (Sadness)
  3. L'Allegria (Cheerfulness)
- 2011 By the River, voor harmonieorkest[9]
- Adagio for Winds[10]
- Et In Terra Pax - voor verteller en harmonieorkest[11]
- From Ancient Times
- Kebek- Rapsodie
- Sinfonica Hungarica
  1. Attila, de koning van de Hunnen
  2. Arpad, de stichter van Hongarije
  3. Istvan, de koning die Hongarije kerstende
- The Swan on the Hill
- Tirol Terra Fortis[12]

### Kamermuziek
- 2022 Sonatina Piccola, voor piccolo en piano[13] (gecomponeerd in opdracht van - en opgedragen aan - Peter Verhoyen)